# Râul Repatu Mare
Râul Repatu Mare este un curs de apă, afluent al Râului Cașin. 

## Hărți
- Harta județului Harghita